# Universiteit van Roskilde
De Universiteit van Roskilde (Deens: Roskilde Universitet, RUC) is een openbare universiteit in de Deense stad Roskilde. Tot 2008 heette de instelling Roskilde Universitetscenter. De afkorting RUC bleef na de naamswijziging gehandhaafd.

## Geschiedenis
De universiteit werd in 1972 opgericht als een alternatief voor de traditionele Deense universiteiten die geplaagd werden door studentenprotesten aan het einde van de jaren 60. De studenten zagen deze universiteiten als ondemocratisch door de grote controle van de professoren en wilden meer inspraak en flexibelere leermethodes.
In de jaren 70 was de universiteit gekend voor haar vrijzinnig onderwijs, in tegenstelling tot de meer traditionele methoden van de Universiteit van Aarhus en de Universiteit van Kopenhagen. De focus werd gelegd op groepswerken en projecten in plaats van traditionele hoorcolleges en examens. Tegenwoordig hebben vele universiteiten deze concepten omarmd.

## Organisatie
De Universiteit van Roskilde heeft vier departementen gespecialiseerd in verschillende vakgebieden:
- Department Communicatie en Kunst
- Department Wetenschap en Leefmilieu
- Department Mensen en Technologie
- Department Menswetenschappen en Bedrijfskunde

Ook biedt de universiteit drie internationale bachelorprogramma's aan:
- Internationale Bachelor Geesteswetenschappen
- Internationale Bachelor Natuurwetenschappen
- Internationale Bachelor Menswetenschappen

## Ranking
In 2017 haalde de universiteit de Times Higher Education World University Rankings met een plaats tussen de 501 en 600.

## Alumni
- Martin Lidegaard, politicus
- Tor Nørretranders, wetenschapsjournalist en schrijver
- Agnes Obel, singer-songwriter
- Emilie Turunen, politica